# E22 (trasa europejska)
E 22 – jedna z najdłuższych tras europejskich, licząca ponad 5320 km. Tak jak część tras europejskich została przedłużona na teren Azji, tak E22 przedłużono 24 czerwca 2002.
Trasa nie jest oznakowana na terenie Wielkiej Brytanii, ponadto nie wszystkie jej odcinki są ze sobą połączone – w ciągu szlaku występuje jedynie jedna przeprawa promowa (między Niemcami a Szwecją), która po 2029 roku ma zostać zastąpiona tunelem pod Bełtem Fehmarn.

## Stary system numeracji
Do 1985 obowiązywał poprzedni system numeracji, według którego oznaczenie E22 dotyczyło trasy: Berlin – Wrocław – Katowice – Kraków – Rzeszów – Przemyśl. Dalszy przebieg nie był ustalony, ponieważ ZSRR nie był sygnatariuszem umowy z 1950 r. regulującej przebieg i standard tras europejskich. Fragment trasy przebiegający przez Polskę nie miał wówczas oficjalnie obowiązującego numeru krajowego i był oznaczany jako droga międzynarodowa E22. Na terenie konurbacji górnośląskiej istniało odgałęzienie trasy oznaczane jako droga międzynarodowa E22a, poprowadzone po trasie Strzelce Opolskie – Pyskowice – Bytom – Chorzów – Katowice – Mysłowice – Jaworzno – Chrzanów – Krzeszowice – Kraków.

### Drogi w ciągu dawnej E22
Lista dróg opracowana na podstawie materiału źródłowego
| NRD    | - autostrada E15/E22 (A4): Berlin – Lübben - autostrada E22 (A5): Lübben – Cottbus – Forst (granica z PRL) |
| Polska | droga E22: Olszyna (granica z NRD) – Iłowa – Krzywa – Legnica – Wrocław – Łukowice Brzeskie – Brzeg – Opole – Strzelce Opolskie – Gliwice – Bytom – Czeladź – Będzin – Dąbrowa Górnicza – Olkusz – Kraków – Brzesko – Tarnów – Dębica – Rzeszów – Jarosław – Przemyśl – Medyka (granica z ZSRR) |

## Galeria

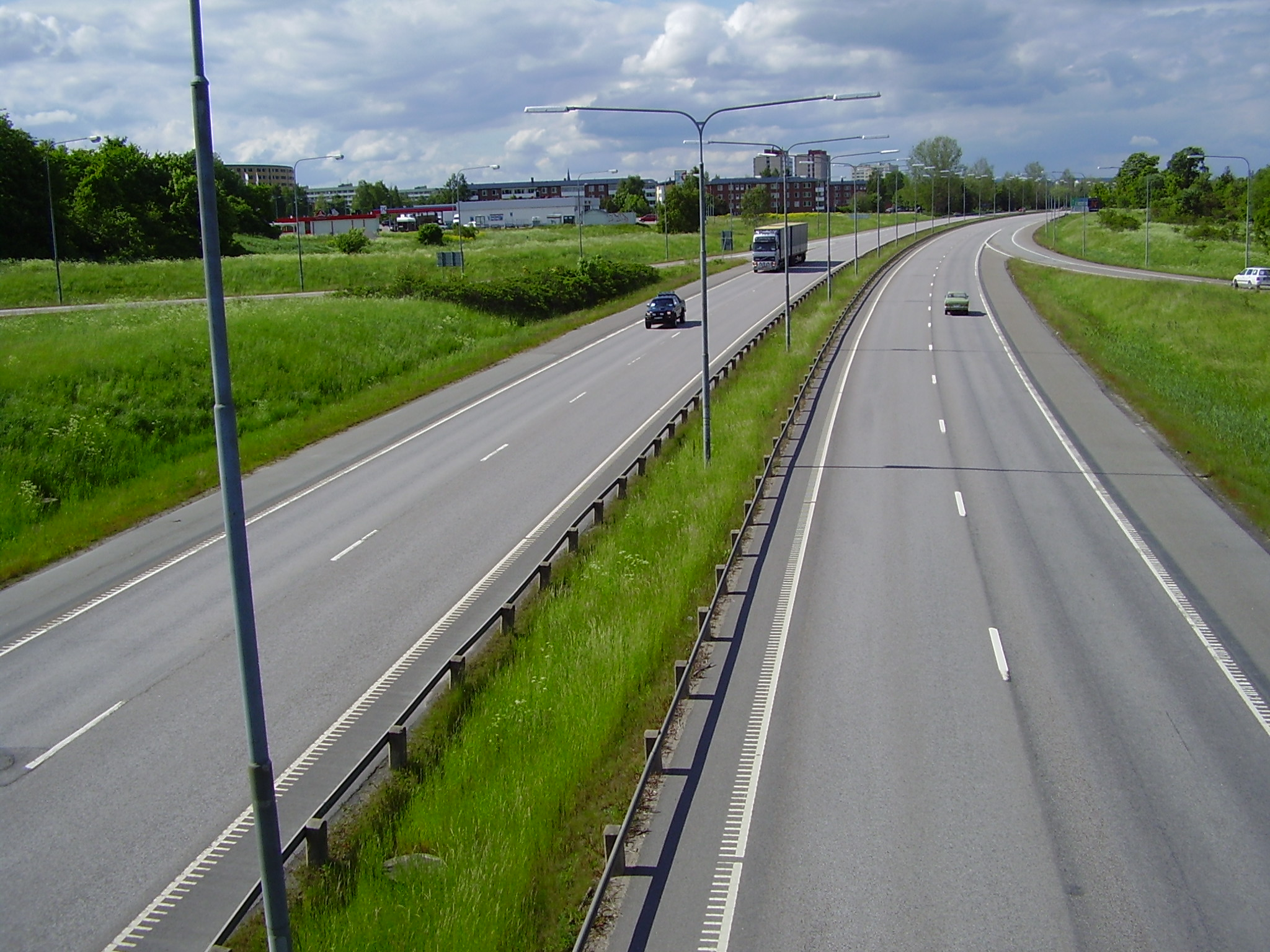
E 22 – Norrköping,  Szwecja
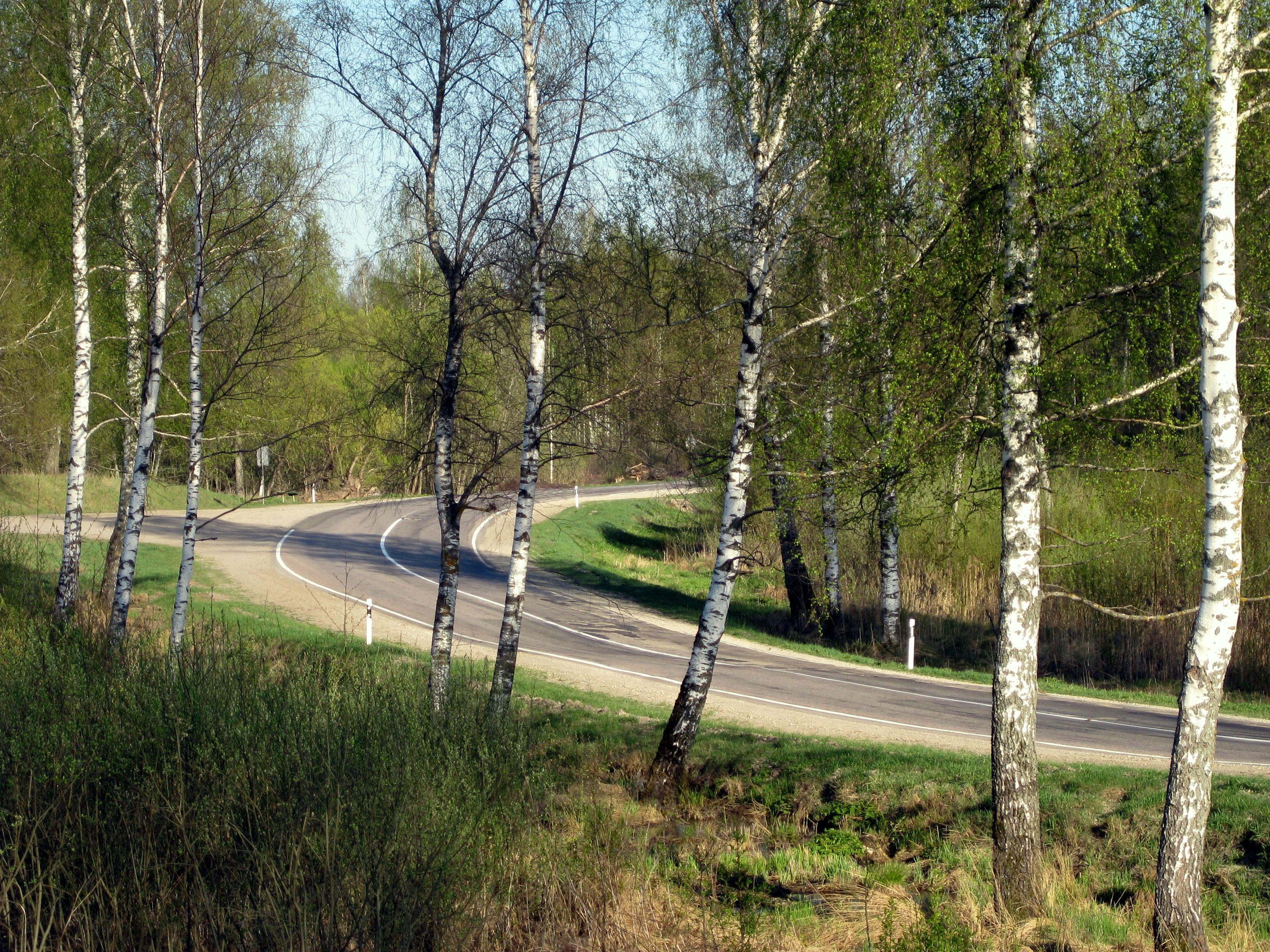
E 22 – okolice Rēzekne,  Łotwa
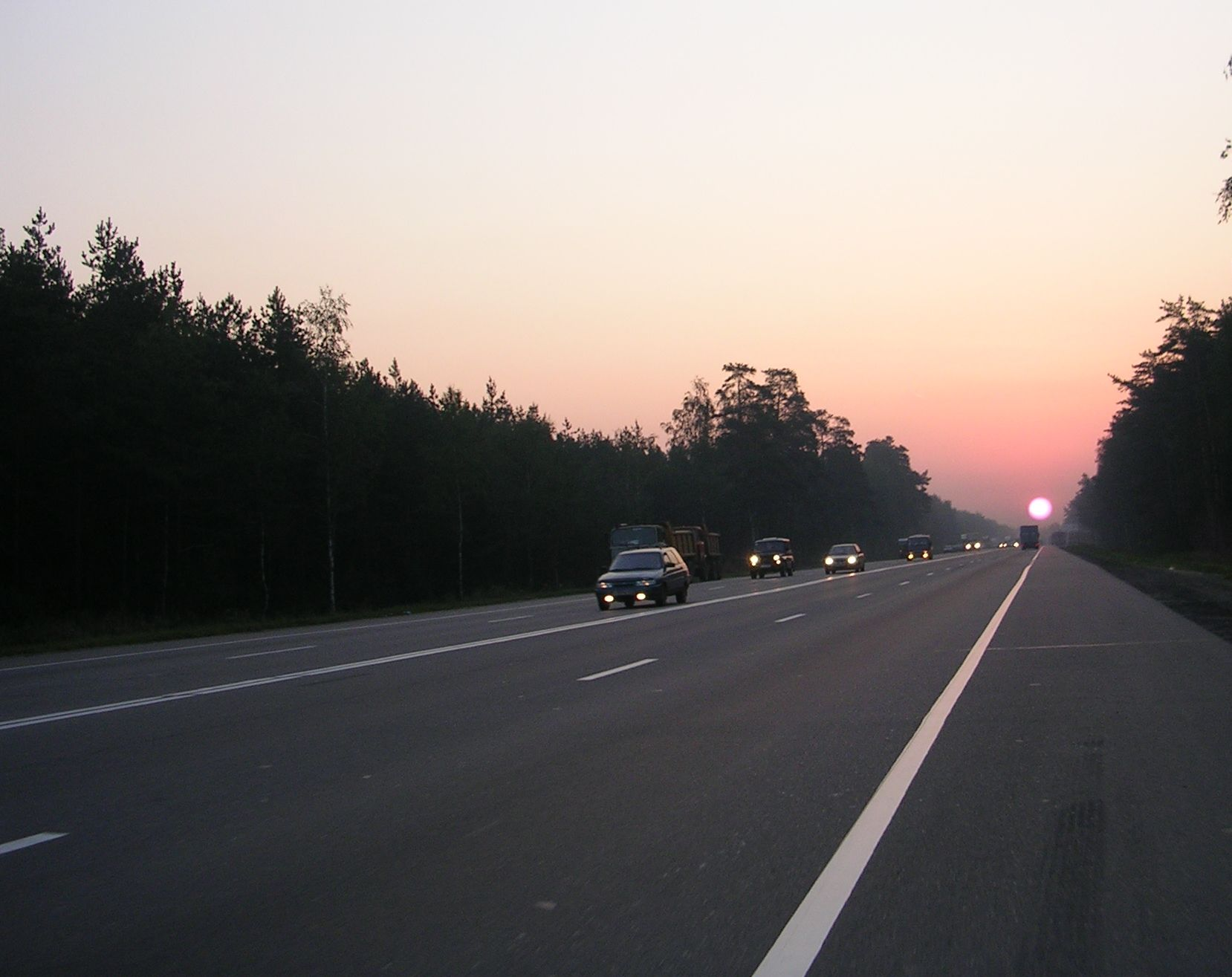
E 22 – okolice Oriechowo-Zujewo, Obwód moskiewski,  Rosja
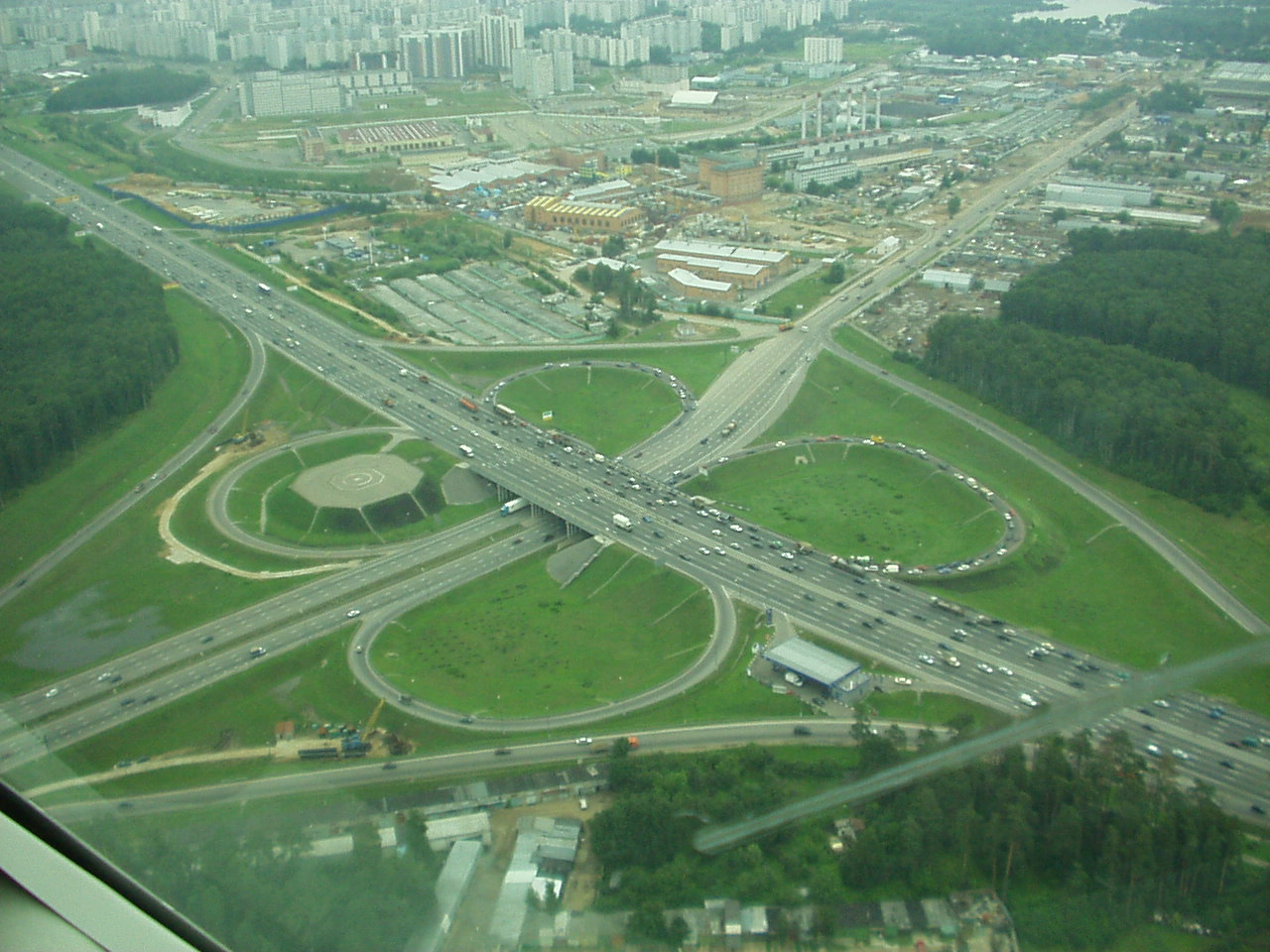
M9 Moskwa,  Rosja